# Echinococcus ortleppi
Echinococcus ortleppi (synonymum Echinococcus granulosus genotyp 5) je drobná tasemnice rodu Echinococcus. Původně byl taxon řazen v rámci druhu E. granulosus jako genotyp 5. Fylogenetické studie však ukázaly, že se jedná o samostatný druh a jeho nejbližším příbuzným je Echinococcus canadensis. Parazituje ve střevě psů a mezihostitelem je skot. Zcela ojediněle může být původcem cystické echinokokózy u lidí. Vyskytuje se endemicky v Evropě, Asii, Africe a Jižní Americe. Doposud (k roku 2019) bylo evidováno ve světě pouze 11 případů infekce lidí tímto druhem echinokoka, což dokazuje velmi nízké riziko pro člověka. V pořadí 12. případ echinokokózy člověka vyvolané druhem E. ortleppi byl hlášen v roce 2019 v Číně. Rovněž šlo o první dokumentovaný výskyt tohoto druhu na čínském území. Asi nejvyšší prevalence E. ortleppi ve světě u zvířat byla zjištěna v Brazílii.